# Beaumont-la-Ronce
Beaumont-la-Ronce är en kommun i departementet Indre-et-Loire i regionen Centre-Val de Loire i de centrala delarna av Frankrike. Kommunen ligger i kantonen Neuillé-Pont-Pierre som tillhör arrondissementet Tours. År 2018 hade Beaumont-la-Ronce 1 274 invånare.

## Befolkningsutveckling
Antalet invånare i kommunen Beaumont-la-Ronce
Referens:INSEE